# The Miracle of Morgan's Creek
The Miracle of Morgan's Creek is een Amerikaanse filmkomedie uit 1944 onder de regie van Preston Sturges.

## Verhaal
Trudy Kockenlocker werkt in een platenzaak in een klein stadje. Op een wild afscheidsfeestje trouwt ze in dronken toestand met een soldaat. Ze kan zich de volgende morgen zijn naam echter niet meer herinneren. Tot overmaat van ramp ontdekt ze bovendien dat haar onbekende echtgenoot haar zwanger heeft gemaakt.

## Rolverdeling
| Acteur           | Personage           |
| ---------------- | ------------------- |
| Eddie Bracken    | Norval Jones        |
| Betty Hutton     | Trudy Kockenlocker  |
| Diana Lynn       | Emmy Kockenlocker   |
| William Demarest | Edmund Kockenlocker |
| Porter Hall      | Vrederechter        |
| Emory Parnell    | Mijnheer Tuerck     |
| Al Bridge        | Mijnheer Johnson    |
| Julius Tannen    | Mijnheer Rafferty   |
| Victor Potel     | Krantenredacteur    |
| Brian Donlevy    | Gouverneur McGinty  |
| Akim Tamiroff    | Partijchef          |